# Malàisia
Malàisia és un estat federal de l'Àsia Sud-oriental. Consta de tretze estats i tres territoris federals, amb una àrea de 330.803 km². La seva capital és Kuala Lumpur, però Putrajaya és la seu del seu govern. Té una població de trenta-dos milions d'habitants distribuïda en un territori dividit en dues regions pel Mar de la Xina Meridional. La de la Malàisia peninsular es troba a la península Malàisia i limita al nord amb Tailàndia i al sud amb Singapur. La de Malàisia oriental, per la seva banda, està situada a la zona septentrional de Borneo i limita al sud amb Indonèsia i al nord amb Brunei. És a prop de l'equador i el seu clima és tropical.
El seu cap d'Estat és el monarca Yang Pertuan Agong, i el del Govern és el primer ministre. Els fonaments del seu govern prenen com a punt de partida el sistema parlamentari de Westminster.
El país només va començar a existir com a estat unificat el 1963; abans (a partir del segle xviii) havia estat un territori dominat pel Regne Unit mitjançant l'establiment d'una sèrie de colònies. La seva meitat oriental estava composta per regnes separats, coneguts com a Malàisia britànica fins a la seva dissolució el 1946, i es va reorganitzar com la Unió Malàisia. A causa de la gran oposició, es va reorganitzar una vegada més com Federació Malàisia l'any 1948, i va aconseguir la independència el 31 d'agost de 1957. Singapur, Sarawak, Borneo Septentrional i la Federació es van unir per conformar Malàisia el 16 de setembre de 1963. Però des del principi es van presentar fortes tensions que van conduir a un conflicte armat amb Indonèsia i a l'expulsió de Singapur. Durant la segona meitat del segle xx el país va viure una bonança econòmica que li va permetre desenvolupar-se amb rapidesa. El creixement dels anys 1980 i 1990, amb una mitjana del 8% del 1991 al 1997, va transformar a Malàisia en un país recentment industrialitzat. Com que és un dels tres països que controlen l'estret de Malaca, el comerç internacional és part essencial de la seva economia. Va arribar fins i tot a ser el principal exportador d'estany, cautxú i oli de palma.
A l'activitat industrial correspon un gran percentatge de la seva activitat econòmica. Compta així mateix amb una gran biodiversitat de flora i fauna, i és considerat un dels divuit països megadiversos.
Els malaisis constitueixen la major part de la població nacional. També hi ha considerables comunitats xineses i índies.
Malàisia és un dels membres fundadors de l'ASEAN i és membre d'altres organismes internacionals com les Nacions Unides. Com a excolònia britànica és part de la Mancomunitat de Nacions.

## Etimologia

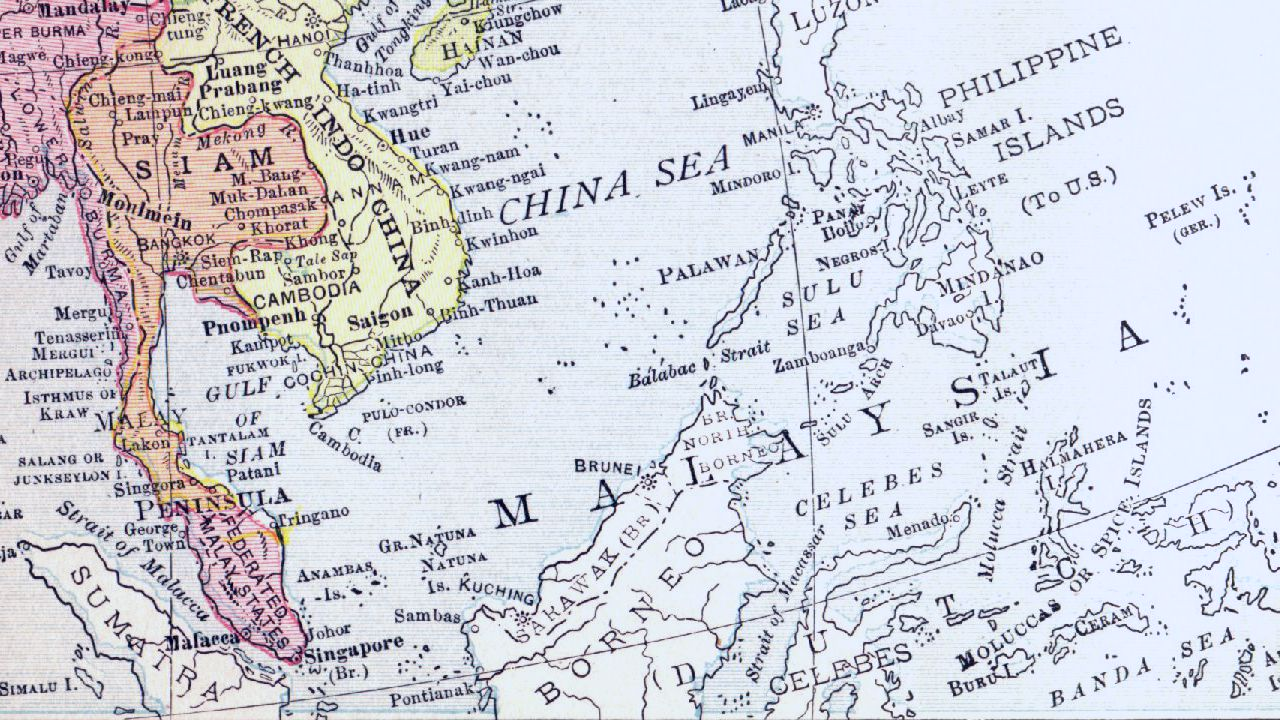
Malàisia en un mapa del 1914. Noteu que el nom es refereix a Borneo i a les Filipines.

El nom "Malaysia" es va adoptar el 1963, quan les nacions de la Federació Malàisia, Singapur, Borneo Septentrional i Sarawak es van confederar. Però l'expressió ja havia estat utilitzada per referir-se a diferents llocs del Sud-est Asiàtic.
En un mapa de 1914 la paraula ja apareix per assenyalar Insulíndia. A les Filipines es va arribar fins i tot a considerar anomenar així l'arxipèlag. També es van considerar noms com Langkasuka, com el regne situat a la secció superior de la península entre els segles II i X.
El 1850 l'anglès George Samuel Windsor Earl va proposar anomenar a les illes d'Indonèsia Melayunesia o Indunesia, decantant-se per la primera alternativa.

## Història
La primera possessió britànica fou establerta per la Companyia Britànica de les Índies Orientals l'11 d'agost de 1786 a l'illa anomenada Príncep de Gal·les (Penang). El 1795 els britànics van ocupar la possessió holandesa de Malaca. El juny de 1801 hi fou afegit un territori continental enfront de l'illa anomenat "Provincia de Wellesley". El 1818 els britànics van reintegrar Malaca als holandesos. El 6 de febrer de 1819 els britànics es van apoderar de l'illa de Singapur. Pel tractat anglo-neerlandès de 1824 Gran Bretanya va recuperar Malaca el 1825 i el 14 d'agost de 1826 es van formar les anomenades "Colònies de l'Estret", amb l'illa del Príncep de Gal·les, Wellesley, Malaca i Singapur, dependents de la Companyia Britànica de les Índies Orientals. El 1867 foren erigides en colònies de la corona passant a dependre directament de l'Oficina colonial (1 d'abril de 1867). El 1874 el sultà de Perak va cedir un territori als britànics conegut com els Dindings, que va ser integrat a la colònia de Penang. Les Colònies de l'Estret van existir fins al començament de 1942, quan els japonesos van ocupar la península Malaia, dissolent-se oficialment el 1946. Les illes Cocos i Christmas que en depenien (concretament de Singapur) van passar a dependre de Ceilan.
El 1935 el territori britànics dels Dindings fou cedit a Perak. L'1 de juliol de 1896 es va constituir una federació més gran amb els estats de Negeri Sembilan (al seu torn una federació de petits estats), Pahang, Perak i Selangor (anomenada Estats Malais Federats), és a dir tots els estats protegits menys Johore que restava un protectorat separat. Kedah, Kelantan, Perlis i Trengganu foren cedits per Siam el 9 de juliol de 1909 i posats sota protectorat al mateix moment, formant quatre nous protectorats britànics independents un de l'altra i sense relació amb Johore ni amb els Estats Malais Federats, sent coneguts aquestos quatre estats més Johore com Estats Malais no Federats.
El fet més important posterior fou a l'ocupació japonesa al final del 1941 i començament del 1942, i que va durar fins al 12 de setembre de 1945. Al final de l'ocupació el més vell dels oficials civils, James Calder, va agafar la residència interina al costat de l'administració militar, fins a l'1 d'abril de 1946. Posteriorment es van nomenar comissionats residents.
L'1 d'abril de 1946 es va formar la Unió Malaia, amb els antics Estats Malais Federats (Negeri Sembilan, Pahang, Selangor i Perak), els estats de Kedah, Kelantan, Perlis i Trengganu que del 20 d'agost de 1943 al 8 de setembre de 1945 havien estat incorporats a Siam, l'estat de Johore (és a dir els Estats Malais no Federats), i les possessions britàniques: Penang (amb Wellesley) i Malaca (singapur en va quedar exclosa i va formar una colònia separada i el 1959 es va constituir en estat autònom). La Unió Malaia fou anomenada Federació Malaia des de l'1 de febrer de 1948, i va accedir a la independència el 31 d'agost de 1957 dins de la Commonwealth.
La Constitució establia una autoritat central forta amb un primer ministre i un cap d'estat (Yang-di-Pertuan Agong) o monarca constitucional elegit cada cinc anys (o abans si moria en el càrrec) entre els nou sultans hereditaris. El senat era en part de nomenament i la Cambra de Representants escollida pel poble a les urnes. Els sultans quedaven al front dels seus estats i als que no tenien sultà les seves funcions les ocupaven uns governadors designats pel govern (a Malaca i Penang); cada estat tenia assemblea legislativa i disposaven d'un consell executiu responsable davant aquesta. Encara que es van dictar algunes mesures en favor d'indis i xinesos, el malai i la religió musulmana van quedar constitucionalment protegits. Es va formar una coalició entre la UMNO (United Malai National Organization, Organització Nacional Unida Malaia) la MCA (Malay Chinese Association, Associació Xinesa de Malaia) i el MIC (Malay Indian Congress, Congrés Indi de Malaia) que a les eleccions de 1959 va obtenir la majoria. L'1 d'agost de 1960 es va aixecar l'estat d'urgència formalment però l'alteració de la Internal Security Act va permetre continuar amb les detencions sense procés.
El 1961 el primer ministre Tunku Abdul Rahman va proposar la formació de "Malàisia" amb Singapur, Brunei, Borneo del Nord i Sarawak. Els britànics, després de rebre seguretats sobre la seva base a Sarawak hi van estar d'acord i el primer ministre de Singapur Lee Kuan Yew que no creia en un Singapur independent en solitari, també ho va acceptar. Això però va aixecar protestes a Sarawak del Partit del Poble Unit, i a Brunei hi va haver una revolta dirigida per Azahari el desembre de 1962 que els britànics van dominar i que tenia suport indonesi. Una comissió anomenada Cobbold va dictaminar que la majoria de les poblacions de Borneo del Nord i Sarawak eren favorables a la unió amb la Federació Malaia, però en canvi el sultà de Brunei la va rebutjar. El 16 de setembre de 1963 l'estat autònom de Singapur va accedir a la independència i junt amb les antigues colònies britàniques de Borneo del Nord (rebatejada Sabah) i Sarawak es van unir a la federació i van formar Malàisia (Malaysia). Indonèsia s'hi va oposar i hi va haver enfrontaments fronterers fins al maig de 1966. D'altra banda Filipines reclamava Sabah. El govern federal va intervenir a Sabah i Sarawak per assegurar governs fidels. A Kelantan dominava el PMIP (Pan Malayan Islamic Party, Partit Islàmic Pan Malai) oposat al govern.
A les eleccions federals de finals del 1964 la coalició va obtenir la majoria, però els extremistes malais de l'UMNO van forçar a Singapur, de majoria xinesa, a retirar-se de la federació el 9 d'agost de 1965. A les eleccions de 1969 els radicals de l'UMNO i el PMIN van criticar al primer ministre d'haver fet cessions als xinesos mentre que el Partit d'Acció Democràtica (Democratic Action Party DAP), el Gerakan, i el People's Progressive Party (PPP, Partit Progressista del Poble) criticaven les mancances de les minories no malaies. En aquestes eleccions la coalició va conservar la majoria però la va reduir i la MCA va perdre bona part de la seva representació. Les queixes del xinesos van causar disturbis a Kuala Lumpur el 13 de maig de 1969 que van causar segurament centenars de morts. El govern parlamentari va quedar en suspens fins al febrer de 1971.
Tunku Abdul Razak, lloctinent de Tunku Abdul Rahman, va agafar la direcció del partit i del govern (temporalment Director del Consell d'Operacions Nacionals) i ja com a primer ministre el setembre de 1970, amb plenes funcions cinc mesos després. El seu govern va continuar una política d'estabilitat, i va incorporar a la coalició al PMIN, que ara portava el nom de Parti Islam Sa-Malaysia (PSM) quedant integrat en un Front Nacional (NF, Barisan National) encapçalat per l'UMNO que incloïa també el MCA i el MIC i algun altre menor. A les eleccions de 1974 va aconseguir més de dos terços dels diputats (amb 2/3 es podia canviar la Constitució) i el control dels 13 estats. Es van evitar els temes sensibles com l'abolició dels sultanats, la posició dels malais o la ciutadania pels no malais. Des de 1971 es va iniciar la New Economic Policy (NEP) o Nova Política Econòmica que va desenvolupar plans quinquennals (1971-1975, 1976-1980 i 1981-1985) destinats a erradicar la pobresa a les zones rurals. El 1971 l'Acord de Defensa amb la Gran Bretanya (AMDA, Anglo Malayan-després Malaysian- Defensa Agreement) fou substituït pel Five Powers Defense Arrangement amb Austràlia, Gran Bretanya, Nova Zelanda, Singapur i Malaysia. El 1974 va reconèixer a la Xina popular però no va variar la seva política interna i externa anticomunista.
A la mort de Tunku Razak el gener de 1976 va ser substituït per Datuk (després Tun) Hussein Onn, que va renovar la majoria a les eleccions de 1978 i va seguir la mateixa política. El juliol de 1981 el va succeir Mahathir Muhammad que va continuar la línia política com els anteriors, sempre dretana i favorable als Estats Units. Mahahthir era dins de l'UMNO el campió dels malais al si d'una Gran Malaysia. Va guanyar les eleccions de l'abril de 1982 amb més de dos terços. Però també fou una època de forta expansió econòmica. El govern encara va augmentar la majoria a les eleccions de 1986 (148 escons però ara sobre 177, abans eren 154). A les eleccions de 1990 va obtenir 127 escons de 180 però el 1995 va arribar a la seva màxima valoració amb el 65% del vot i el 84% dels escons.
Als primers anys de la dècada dels noranta Malaysia fou afectada per la crisi financera a Àsia així com conflictes interns que van causar la destitució del viceprimer ministre Anwar Ibrahim que va fundar un nou partit. A les eleccions de 1999 el govern va retrocedir (148 escons sobre 193, amb un 56,5% del vot i el 76% dels escons. El 2003 Mahathir, el primer ministre que més temps havia exercit, va deixar el càrrec a favor del seu lloctinent Abdullah Ahmad Badawi que a les eleccions del 2004 tornava a remuntar amb 198 escons (de 219) amb el 64% del vot (prop del màxim històric) però el 90,5% dels escons (el màxim).
El novembre de 2007 hi va haver dos manifestacions contra el govern: l'anomenat Bersih Rally, amb 40.000 persones, el 10 de novembre, reclamant una reforma electoral i contra la corrupció en el sistema de partits malai que afavorien sempre al Barisan Nasional, que estava al poder des de 1957; l'altra manifestació fou el dia 25 organitzada per l'HINDRAF (Hindu Rights Action Force) protestava per les discriminacions contra els no malais, i va reunir unes 20.000 persones. Aquestos i altres problemes van fer minvar el suport popular i a les eleccions del 2008 només va aconseguir 140 escons (de 222, o sigui el 62,5%) amb el 52% del vot. El 16 d'octubre de 2008 HINDRAF fou declarada il·legal i inclosa a les organitzacions que posaven en perill la seguretat nacional.

## Govern i política
De conformitat amb la Constitució Federal del 27 d'agost de 1957, Malàisia és una monarquia parlamentària electiva, i l'única federació del Sud-est Asiàtic, en aquest cas conformada per tretze estats i tres territoris federals. Adopta també la democràcia representativa com a forma de govern. La seva institució parlamentària està estretament inspirada en el Sistema Westminster, un llegat del govern colonial britànic. El cap d'Estat és el Yang di-Pertuan Agong, comunament denominat com a «rei». El rei és triat d'entre els caps d'Estat monàrquics de nou dels tretze estats per a un mandat de cinc anys, mentre que els altres quatre estats sense monarca no participen de la selecció. Per acord informal, en la pràctica els monarques es van alternant per al càrrec, i és ocupat per Ibrahim Ismail de Johor des de 2024. Encara que al moment de la independència el cap d'Estat comptava amb alguns poders com a contrapès del gabinet i el legislatiu, després d'una esmena constitucional efectuada en 1994 la seva posició és principalment cerimonial.
El poder legislatiu es divideix entre el Parlament Federal i les tretze Assemblees Legislatives Estatals. El legislatiu federal és bicameral i consisteix en la cambra baixa, el Dewan Rakyat (que es traduiria literalment del malai com a Cambra del Poble) i la cambra alta, el Dewan Negués (Cambra de la Nació) que en la pràctica se solen traduir com la Cambra de Representants i el Senat. El Dewan Rakyat està compost per 222 escons directament triats mitjançant escrutini majoritari uninominal per a un mandat de no més cinc anys reelegibles. El mètode d'elecció dels 70 escons del Dewan Negués és mixt, 26 són designats per les tretze Assemblees Legislatives Estatals, i els 44 restants pel cap d'Estat en recomanació del govern. En el pla partidari, Malàisia va ser governada durant més de sis dècades per la coalició dretana i nacionalista Barisan Nasional (Front Nacional) fins a la seva derrota electoral en 2018 davant la centroizquierdista i reformista Pakatan Harapan (Pacte d'Esperanza), que governa el país en l'actualitat. Un tercer partit important és l'islamista Partit Islàmic de Malàisia (PAS).
Cada estat té una Assemblea Legislativa Estatal unicameral els membres de la qual són triats també per a un mandat de cinc anys reelegibles mitjançant el mateix sistema uninominal que els parlamentaris federals. Els governs estatals són dirigits per Menteris Besar o Ministres Principals, designats d'entre els membres de l'Assemblea Legislativa Estatal. En cadascun dels estats amb governant hereditari, el Cap Ministre ha de ser malai i musulmà.
Les eleccions federals per al Dewan Rakyat es realitzen cada cinc anys, a menys que el Yang di-Pertuan Agong dissolgui el parlament i convoqui a eleccions anticipades per consell del primer ministre. En cas que això no ocorri, el parlament es dissoldrà automàticament i es convocaran a eleccions quan es compleixin cinc anys de la seva primera sessió. Des de la independència del país, cap legislatura malàisia s'ha dissolt en la seva data de terme, sinó que és normal que els comicis es realitzin anticipadament. Els malaisis de 21 anys o més poden registrar-se per a votar pels membres de la Cambra de Representants i, en la majoria dels estats, per l'Assemblea Legislativa Estatal. Ni el registre, ni el vot una vegada registrat, són obligatoris. Encara que constitucionalment cada estat té llibertat de dissoldre la seva legislatura i realitzar les seves eleccions quan ho desitgi, per convenció gairebé totes les legislatures estatals (excepte la de Sarawak) es dissolen al mateix temps que la del Dewan Rakyat, per a celebrar els comicis el mateix dia.
El poder executiu recau en el Gabinet encapçalat pel primer ministre. La Constitució estableix que el primer ministre ha de ser un membre de la cambra baixa del parlament que pugui comptar amb la confiança de la cambra. El gabinet es tria entre els membres de totes dues cambres del Parlament, i el primer ministre és cap de gabinet i cap de govern.
El sistema legal malaisi es basa en el dret anglosaxó. Encara que el poder judicial és teòricament independent, la seva independència ha estat qüestionada i el nomenament de jutges manca de responsabilitat i transparència. El tribunal suprem en el sistema judicial és el Tribunal Federal, seguit pel Tribunal d'Apel·lació i dos tribunals superiors, un per a Malàisia Peninsular i un altre per a Malàisia Oriental. Malàisia també té un tribunal especial per a conèixer els casos presentats per o en contra de la reialesa. La pena de mort s'usa per a delictes greus com l'assassinat, el terrorisme, el narcotràfic i el segrest. Separats i paral·lels als tribunals civils, estan els Tribunals de la Xaria, que apliquen la llei islàmica als musulmans en les àrees del dret de família i observances religioses. L'homosexualitat és il·legal a Malàisia.

## Caps d'estat (Gran Senyor de Malàisia, Yang Dipertuan Agong bagi Malaysia)
- Syed Harun Putra ibni al-Marhum Syed Hasan Jamalullail (de Perlis) 16 de setembre de 1963 - 20 de setembre de 1965 (abans Gran Senyor de la federació)
- Tuanku Ismail Nasiruddin Shah ibni al-Marhum Sultan Zainal Abidin Muadzam Shah (de Trengganu) 21 de setembre de 1965 - 20 de setembre de 1970
- Tuanku Abdul Halim Muadzam Shah ibni al-Marhum Sultan Badishah (de Kedah) 21 de setembre de 1970 - 20 de setembre de 1975
- Tuanku Yahya Petra ibni al-Marhum Sultan Ibrahim (de Kelantan) 21 de setembre de 1975 - 29 de març de 1979
- Tuanku Ahmad Shah al-Mustain Billah ibni al-Marhum Sultan Abu Bakar Riayatuddin al-Muadzam Shah (de Pahang) 29 de març de 1979 - 25 d'abril de 1984
- Tuanku Mahmud Iskandar ibni al-Marhum Sultan Ismail (de Johore) 26 d'abril de 1984 - 25 d'abril de 1989
- Tuanku Azlan Muhibuddin Shah ibni al-Marhum Sultan Yusuf Izzuddin Shah Ghafarullahu-Lah (de Perak) 26 d'abril de 1989 - 25 d'abril de 1994
- Tuanku Jaafar ibni al-Marhum Yamtuan Abdul Rahman (de Negeri Sembilan) 26 d'abril de 1994 - 25 d'abril de 1999
- Tuanku Salahuddin Abdul Aziz Shah ibni al-Marhum Sultan Hisamuddin Alam Shah (de Selangor) 26 d'abril de 1999 - 21 de novembre de 2001
- Tuanku Mizan Zainal Abidin ibni al-Marhum Sultan Mahmud 21 de novembre de 2001 - 13 de desembre de 2001 (interí)
- Syed Sirajuddin ibni al-Marhum Syed Putra Jamalullail (de Perlis) 13 de desembre de 2001 - 12 de desembre de 2006
- Tuanku Mizan Zainal Abidin ibni al-Marhum Sultan Mahmud (segona vegada, de Trengganu) 13 de desembre de 2006 -

## Primers Ministres
- Tunku Abdul Rahman 16 de setembre de 1963 - 22 de setembre de 1970, des del 21 d'agost de 1959 primer ministre de la Federació Malaia, dirigent de l'UMNO
- Abdul Razak Hussein 22 de setembre de 1970 - 14 de gener de 1976, dirigent de l'UMNO
- Hussein Onn 15 de gener de 1976 - 16 de juliol de 1981, dirigent de l'UMNO
- Mahathir bin Mohamad 16 de juliol de 1981 - 31 d'octubre de 2003, dirigent de l'UMNO
- Ling Liong Sik 4 de febrer de 1988 - 16 de febrer de 1988 (Primer ministre en funciones), dirigent de l'MCA
- Abdullah Ahmad Badawi, 31 d'octubre de 2003 - 3 d'abril de 2009, dirigent de l'UMNO
- Najib Razak 3 d'abril de 2009 - 10 de maig de 2018, dirigent de l'UMNO
- Mahathir bin Mohamad 10 de maig de 2018 -, dirigent del Pakatan Harapan

## Particularitats
L'estat està integrat per la Malàisia peninsular (131.588 km²) i els estats de Sarawak (124.450 km²) i Sabah (73.711 km²) a la part nord de l'illa de Borneo (Kalimantan), situada a l'arxipèlag indonesi, a uns 640 km de la península. Un dens bosc tropical cobreix prop del 70% de la seva superfície.

## Geografia

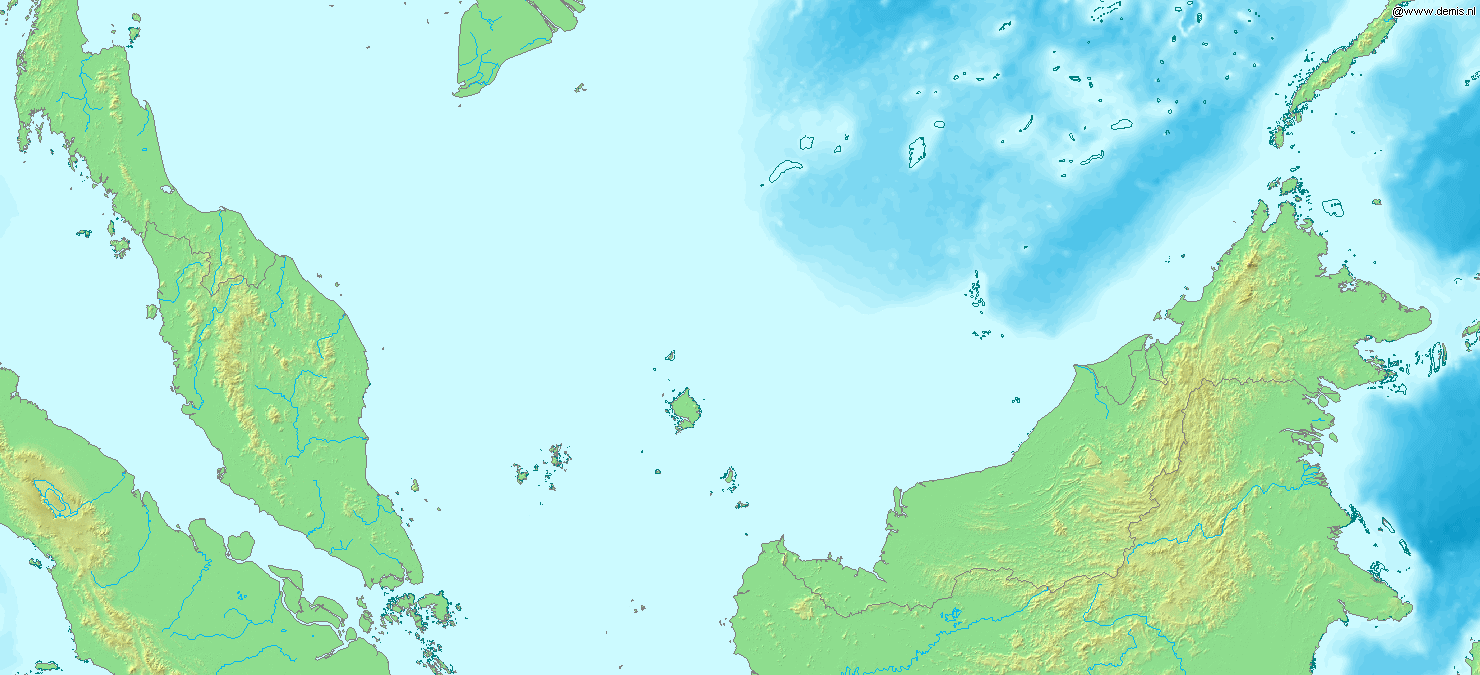
Mapa físic de Malàisia.

Una cadena de muntanyes en direcció nord-sud, envoltada de planícies costaneres travessa la península de Malàisia. A Sabah i Sarawak les planes s'eleven cap a l'interior muntanyós. Les precipitacions anuals són abundants.
Malàisia té una població de prop de 27 milions de persones i una àrea de 320.000 km². Per a efectes comparatius, la seva població és similar a la de Veneçuela, i la seva superfície correspon a grans línies a la de Surinam i l'Uruguai junts.
Encara que el Mar de la Xina Meridional separa la Malàisia Peninsular de la Malàisia Oriental, ambdues regions presenten planes costaneres que s'eleven en selvàtiques muntanyes i turons, sent el més alt el Kinabalu amb 4.095 msnm, es troba a l'illa de Borneo. El seu clima és equatorial i es caracteritza pel monsó sud-oest d'abril a octubre, i el nord-oriental d'octubre a febrer.
Al terme Tanjung Piai, al sud de l'estat de Johor, es troba l'extrem continental meridional d'Àsia. L'Estret de Malaca, entre Sumatra i la Península de Malàisia, és una de les principals vies marítimes del món.
En estar dividit pel Mar de la Xina Meridional Malàisia compta amb diverses illes. Entre elles destaquen Labuan, Penang i les Illes Spratly.

### Ciutats i localitats rellevants

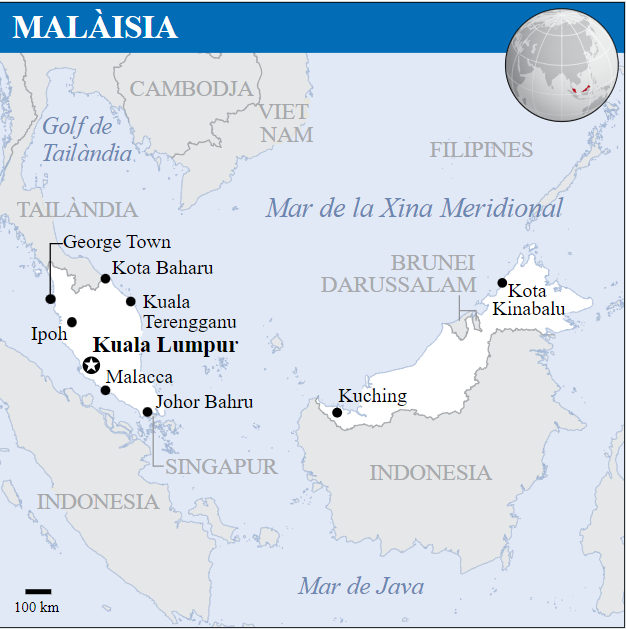
Mapa amb les principals ciutats de Malàisia.

La capital i major ciutat és Kuala Lumpur. Putrajaya és la capital federal administrativa. Encara que moltes branques executives i judicials del govern federal es troben en aquesta ciutat, Kuala Lumpur segueix sent la capital legislativa i és la seu del Parlament. També és el principal centre comercial i financer a escala nacional.
Altres centres urbans capitals dels seus estats peninsulars són Johor Bahru, George Town, Ipoh, Malaca, Seremban, Kota Bharu, Alor Setar, Shah Alam, Kuala Terengganu, Kangar i Victoria. A Borneo les capitals són Kota Kinabalu i Kuching.
Altres ciutats significatives a Malàisia Peninsular són Subang Jaya, Ampang, Petaling Jaya, Taiping, Lumut, Kuantan, Klang o Port Dickson.
Per la seva banda, a Malàisia Oriental es troben també centres urbans com Sibu, Bintulu, Miri, Tawau, Lahad Datu i Kudat.

## Economia

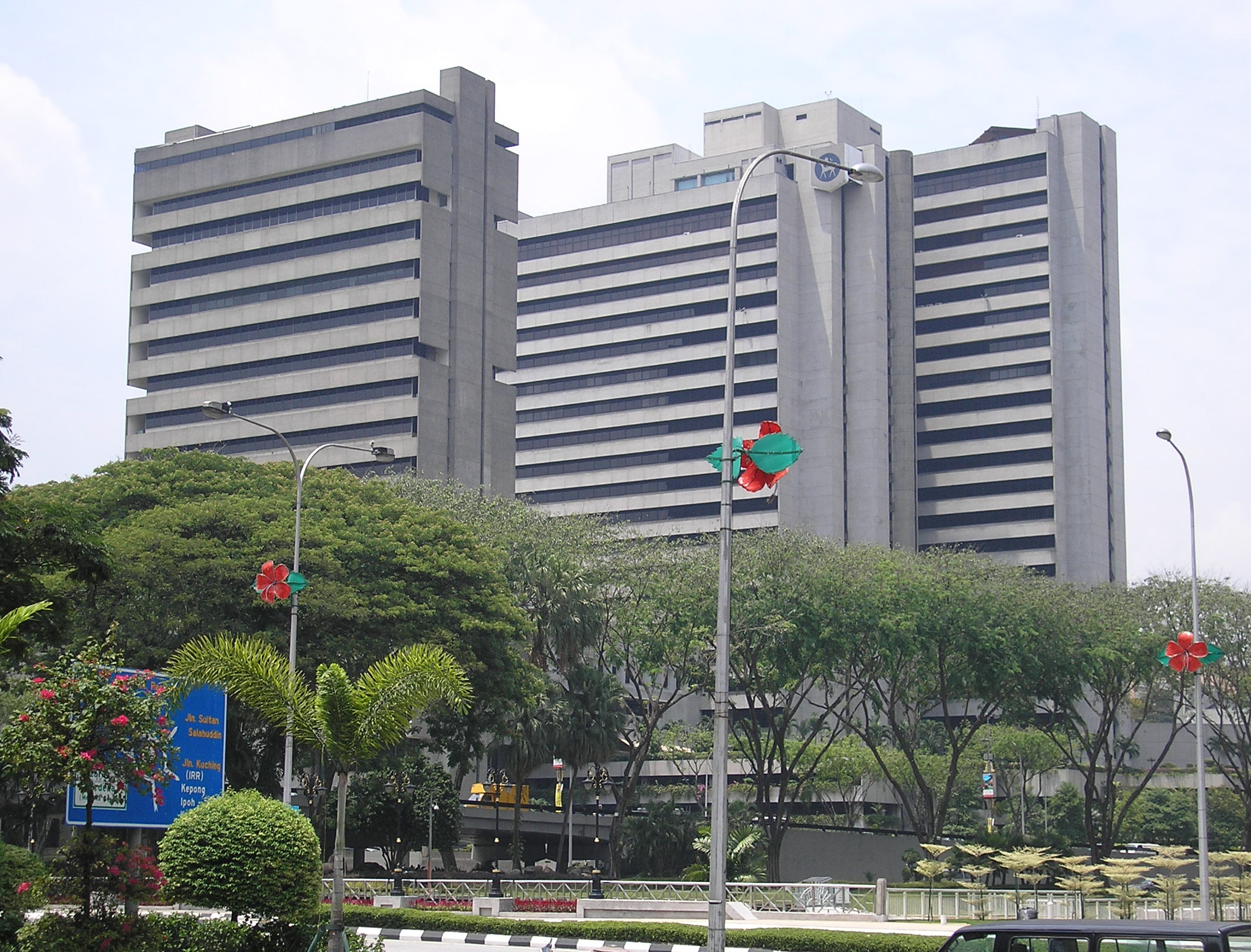
Banc Central de Malàisia.

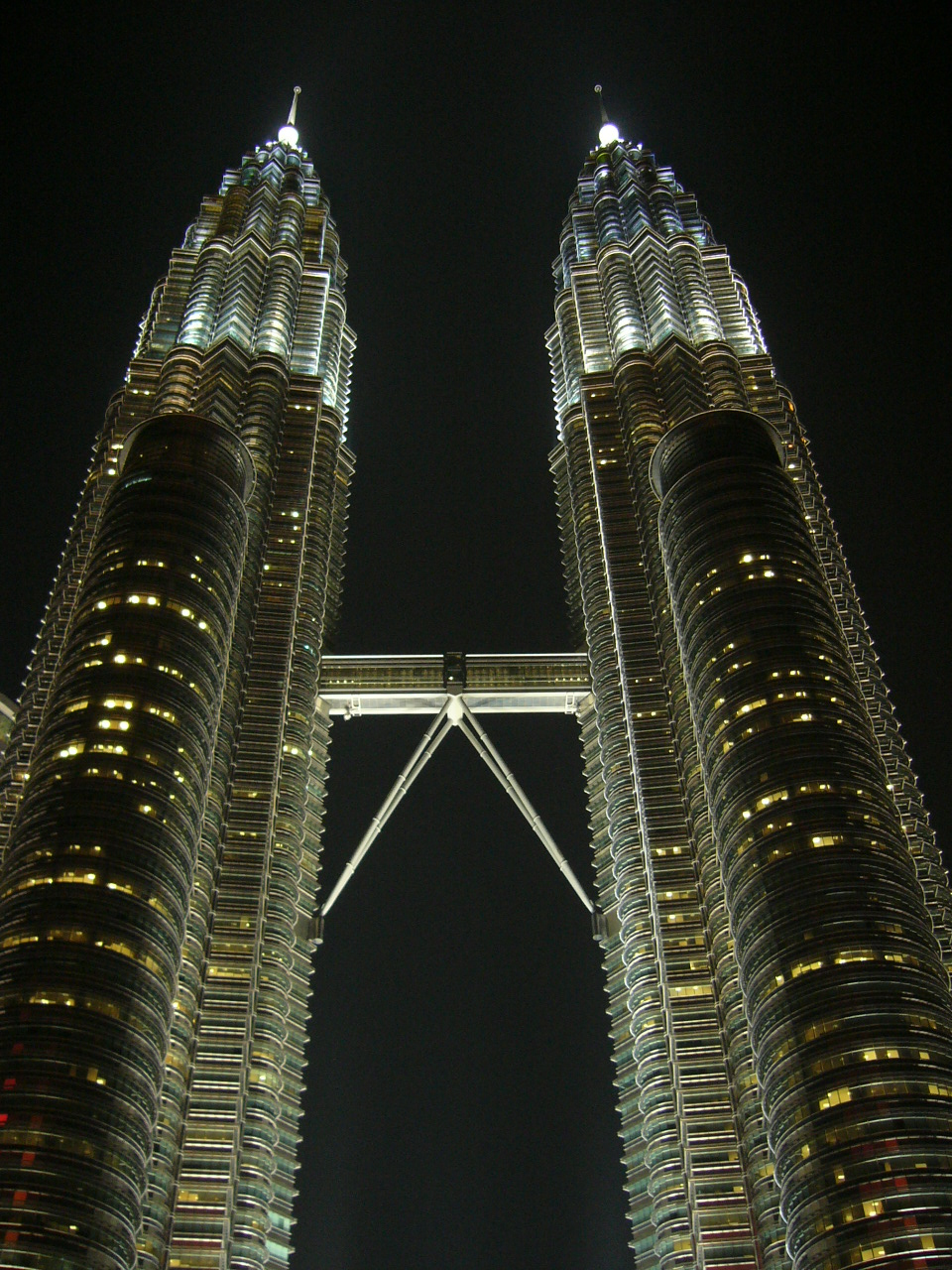
Les Torres Petrones, seu de la companyia nacional de petroli i gas, inaugurades el 1998.

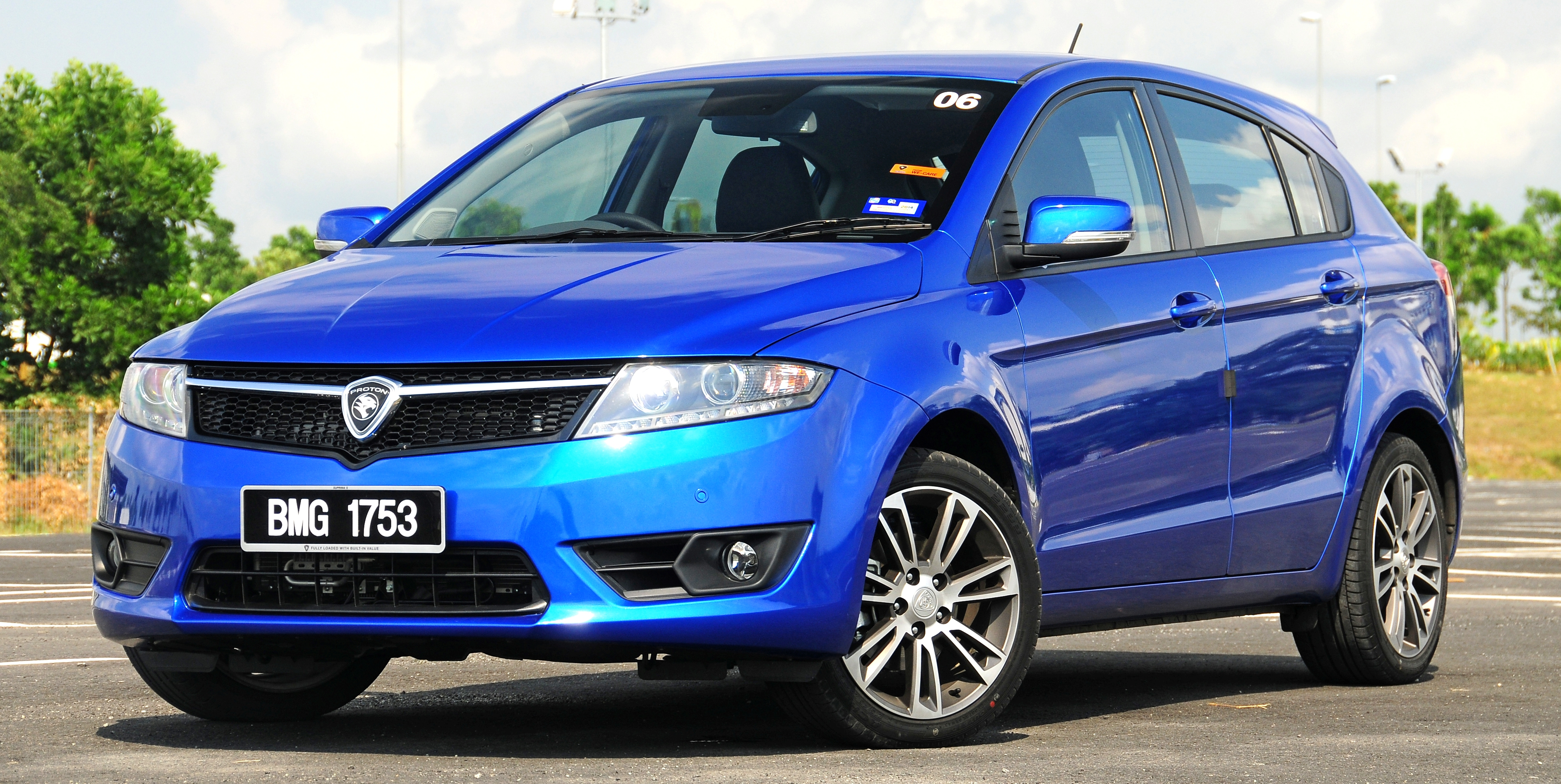
Proton de Malàisia.

L'economia es basa en les plantacions de cautxú i la mineria d'estany, els principals jaciments dels quals es troben als estats de Perak i Selangor, a la costa oest. La tala indiscriminada i l'ús d'herbicides altament tòxics són preocupants. Preocupa que les espècies nadiues d'arbres siguin perjudicades de forma irreparable. Per combatre la desforestació s'està impulsant el comerç i la indústria del bambú.
La Península de Malaca i en general el Sud-est Asiàtic han estat durant segles un centre d'intens intercanvi comercial. Productes com la porcellana i espècies es van comerciar fins i tot abans que el Sultanat de Malaca i Singapur fossin llocs prominents.
Al segle xvii hi havia diversos estats malais. Durant el domini britànic de la regió sota el nom de Malàisia britànica, es va plantar amb finalitats comercials una gran quantitat d'arbres de cautxú i oli de palma, la qual cosa portaria el país a ser el primer productor mundial d'aquests productes, així com d'estany.
En lloc de dependre de la població local com a força de treball, els britànics van portar a treballadors xinesos i indis a les mines i als cultius, i també per fer tasques qualificades. Encara que molts van tornar als seus respectius països després del final dels seus contractes, molts van establir al país la seva residència.
En els anys 1970 Malàisia va començar a imitar les economies dels quatre dracs asiàtics, passant d'un sistema basat en la mineria i l'agricultura, a un més depenent del sector terciari. En els anys 1980 i 1990 el creixement del seu PIB va ser del 7% i la seva inflació va registrar nivells baixos. Dues conseqüències de difícil maneig de la bonança econòmica van ser l'escassetat de mà d'obra i la consegüent arribada d'un gran flux de treballadors estrangers, molts d'ells il·legals.
La història del país ha estat marcada per incidents racials, com els disturbis del 13 de maig de 1969.

## Demografia

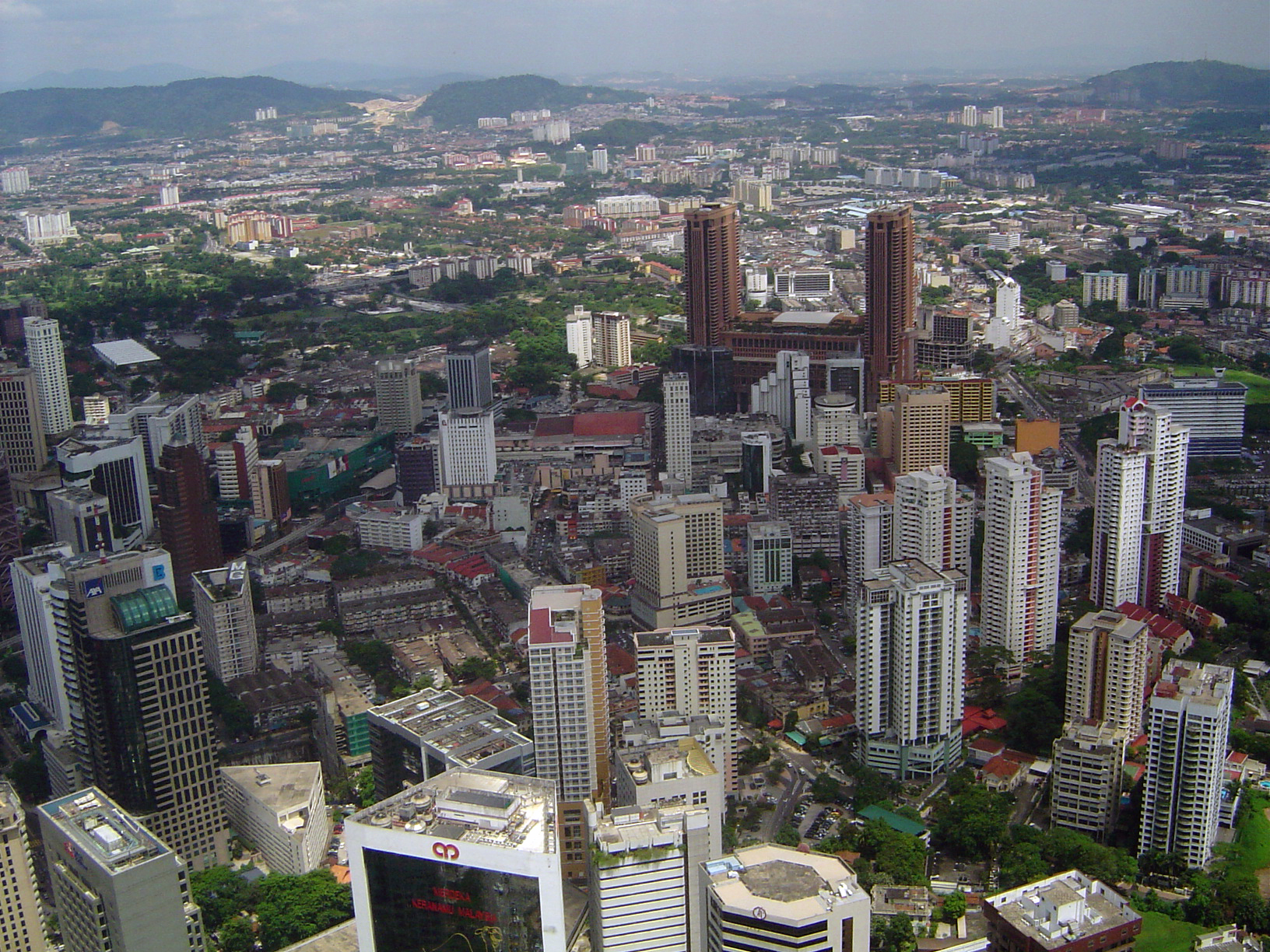
Kuala Lumpur és la capital i la ciutat més poblada del país.

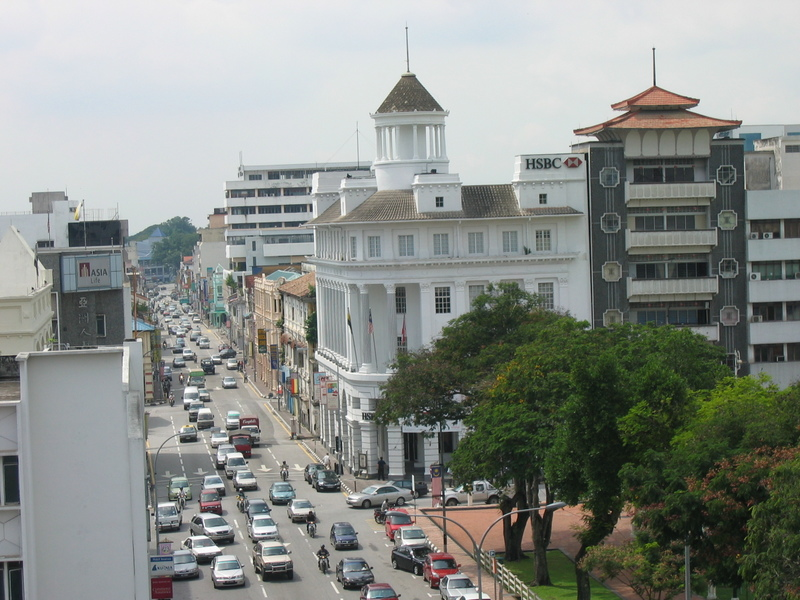
Ipoh és la sisena ciutat més poblada del país.

La població de Malàisia comprèn diversos grups ètnics, amb els malais constituint el 50,4% del total, i altres grups indígenes de Sabah i Sarawak l'11% de la població. Per definició constitucional els malais són musulmans amb costums i cultura malaia. Més de la meitat de la població de Sarawak està composta per grups indígenes com els iban o els penen, i prop del 60% de la de Sabah per ètnies com la kadazan-dusuno bajau com els dayak. A la zona peninsular destacant els penen i els semang. També existeixen grups aborígens molt menors, coneguts col·lectivament com a orang asli.
El 23,7% de la població és d'ascendència xinesa, i el 7,1% índia, en particular d'origen tàmil però també de Kerala, Panjab, Bengala i Gujarat. Altres llocs d'origen són l'Orient Mitjà, Tailàndia i Indonèsia. Els europeus i Euràsiatics comprenen britànics instal·lats al país des dels temps de la colònia, així com una forta comunitat kristang a Malaca. Alguns cambodjans i vietnamites van arribar a Malàisia com a refugiats durant la Guerra del Vietnam.
La distribució demogràfica és molt desigual, amb prop de 20.000.000 de persones a Malàisia Peninsular, mentre que Malàisia Oriental té gairebé 5.000.000 d'habitants distribuïts en una àrea major. Es calcula que hi ha prop d'un milió de treballadors legals i un altre milió d'il·legals.
Segons el cens, el 25% els 2.700.000 habitants de Sabah són treballadors il·legals, una xifra inferior a la calculada per algunes ONG.
Les tres ciutats de Malàisia amb més d'un milió d'habitants són Kuala Lumpur, Subang Jaya i Klang. Per la seva banda, les set ciutats amb més de cinc-cents mil habitants són Johor Bahru, Ampang, Ipoh, Kuching, Shah Alam, Kota Kinabalu i Petaling Jaya.